# 부비콘
부비콘(Bubikon)은 스위스 취리히주 힌빌구에 있는 자치체이다.

## 역사
지역 이름 중 일부는 켈트어 (Mürg) 기원을 가지고 있고, 다른 이름(Tafleten, Kammern, Zell)은 로마 기원을 가질 수 있다. 장크트갈렌 수도원의 영지는 베를리콘(Perolvinchova)에서 744년경에 처음 언급되었으며, 부비콘은 811년에 Puapinchova로 처음 언급되었다. 리터하우스 부비콘은 1191년과 1198년 사이 토겐부르크 백작과 라퍼스빌 백작이 헌정했다. 수녀원은 1528년에 세속화되었고, 관사는 1798년에 세속화되었다.

## 지리

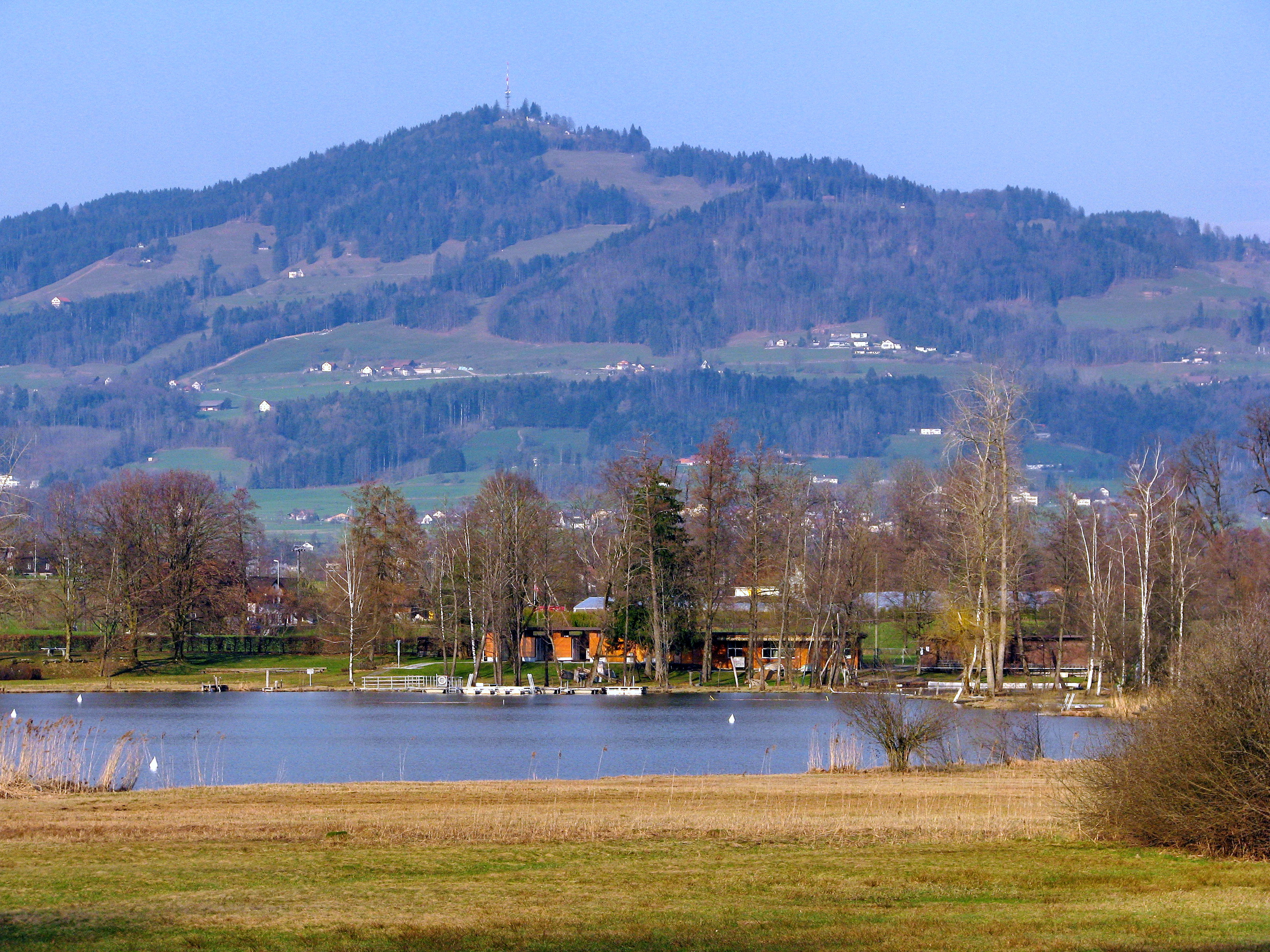
배경의 바히텔과 에겔제

부비콘의 면적은 11.6k㎡이다. 이 지역 중 62.4%는 농업 목적으로 사용되며 13.2%는 산림, 19.2%는 정착지(건물 또는 도로)이며 나머지(5.2%)는 비생산적(강, 빙하 또는 산)이다. 1996년 주택과 건물이 전체 면적의 12.4%를 차지했고 나머지(6.6%)는 교통 기반시설이 차지했다. 전체 비생산 지역 중 물(하천과 호수)은 면적의 0.8%를 차지했다. 2007년 기준으로 전체 시정촌 면적의 17.2%가 어떤 유형의 건설을 진행 중이었다.
지자체는 글라트강과 취리히 호수 사이의 수로로 갈라져 있는 상부 글라트 계곡에 위치해 있다. 여기에는 부비콘 및 볼프하우젠 마을과 바렌베르크, 베를리콘, 뷔르크 및 벤트휘즐렌의 작은 마을이 포함된다.
지자체에는 에겔제 호수가 있다.

## 인구통계
부비콘의 인구(2020년 12월 31일 기준)는 7,371명이다. 2007년 기준으로 전체 인구의 8.7%가 외국인이다. 2008년 기준으로 인구의 성별 분포는 남성 49.5%, 여성 50.5%였다. 지난 10년 동안 인구는 17.7%의 비율로 증가했다. 2000년 기준, 인구 대부분은 독일어(93.6%)를 사용하며, 이탈리아어가 두 번째로 많이 사용(2.1%)하고, 알바니아어가 세 번째(0.9%)이다.
2007년 선거에서 가장 인기 있는 정당은 37.7%의 득표율을 기록한 SVP였다. 다음으로 가장 인기 있는 3개 정당은 SPS (15.6%), CSP (12%) 및 녹색당 (10%)이었다.
인구의 연령분포(2000년 기준)는 아동·청소년(0~19세)이 25%, 성인(20~64세)이 62.6%, 노인(64세 이상)이 12.4%이다. 전체 스위스 인구는 일반적으로 교육 수준이 높다. 부비콘에서는 인구의 약 80.7%(25-64세)가 필수가 아닌 고등 교육 또는 추가 고등 교육(대학 또는 응용학문대학)을 완료했다. 부비콘에 2,125세대가 있다.
부비콘의 실업률은 1.15%이다. 2005년 기준으로 1차 경제 부문에 145명이 고용되어 있으며, 이 부문에 약 50개 기업이 참여하고 있다. 1,031명이 2차 부문에 고용되어 있고, 이 부문에 84개의 기업이 있다. 1,274명이 3차 부문에 고용되어 있으며, 이 부문에는 203개의 기업이 있다. 2007년 기준 노동인구의 46.1%가 상근직이고, 53.9%가 시간제이다.
2008년 기준으로 부비콘에는 1,666명의 가톨릭 신자와 3,044명의 개신교 신자가 있다. 2000년 인구 조사에서 종교는 몇 가지 더 작은 범주로 분류되었다. 2000년 인구 조사에서 57%는 일종의 개신교였으며, 50.3%는 스위스 개혁 교회에, 6.7%는 다른 개신교 교회에 속했다. 인구의 26.3%가 가톨릭 신자였다. 나머지 인구 중 3.1%는 다른 종교(목록에 없음)에 속했고 2.7%는 종교를 가지지 않았고 10.5%는 무신론자 또는 불가지론자였다.
역사적 인구는 다음 표에 나와 있다.
| 년도 | 인구  |
| ---- | ----- |
| 1634 | 262   |
| 1850 | 1,591 |
| 1870 | 1,489 |
| 1900 | 1,555 |
| 1920 | 1,809 |
| 1950 | 2,265 |
| 1970 | 3,244 |
| 2000 | 5,424 |

## 교통
부비콘역은 취리히 S-반 S15 및 S5 노선에 있는 정류장이다. 기차역은 취리히 중앙역에서 열차로 25분(S5) 거리에 있다.

## 갤러리

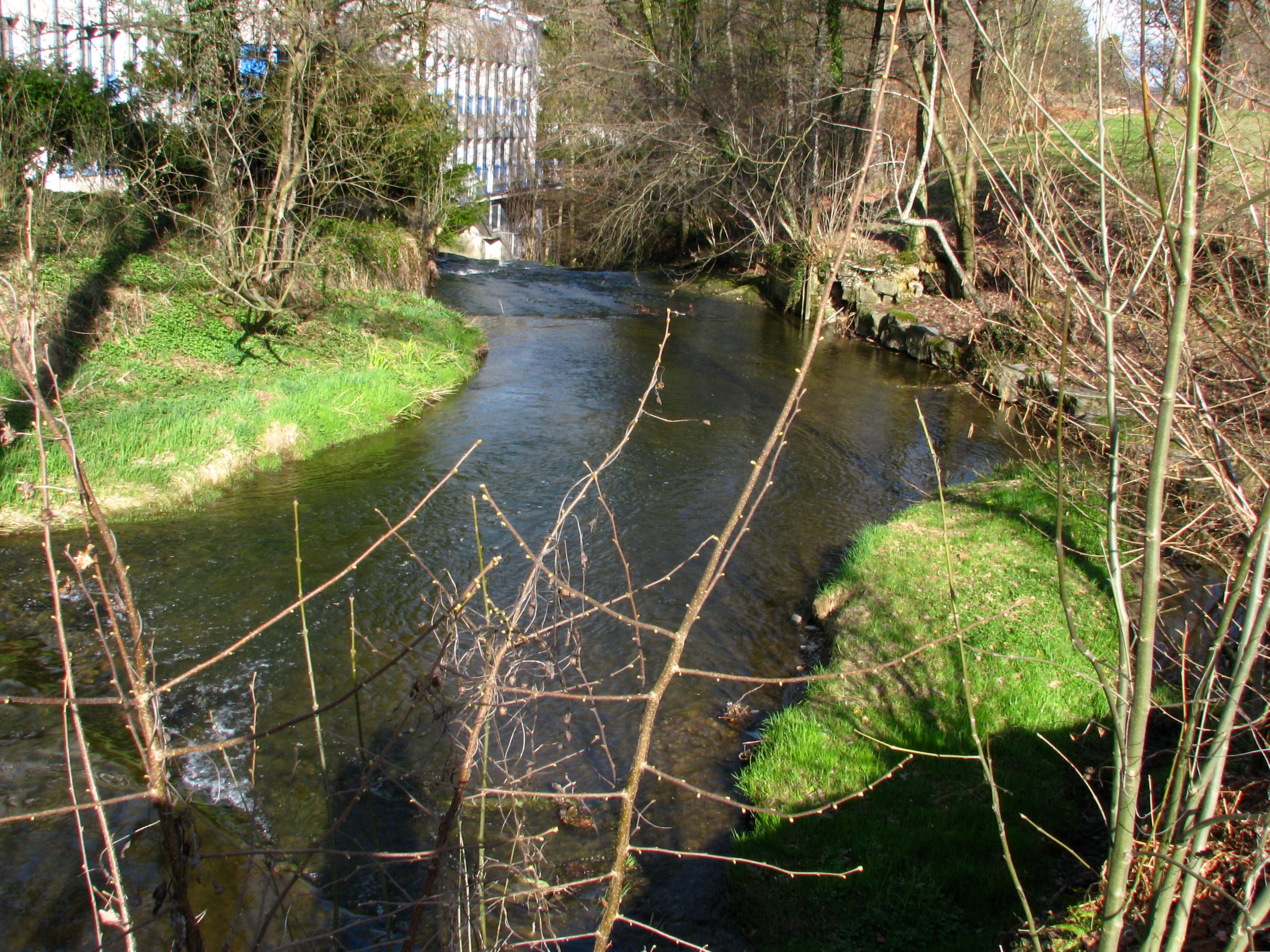
부비콘의 슈바르츠강, 배경의 슈바르츠퇴벨리 폭포
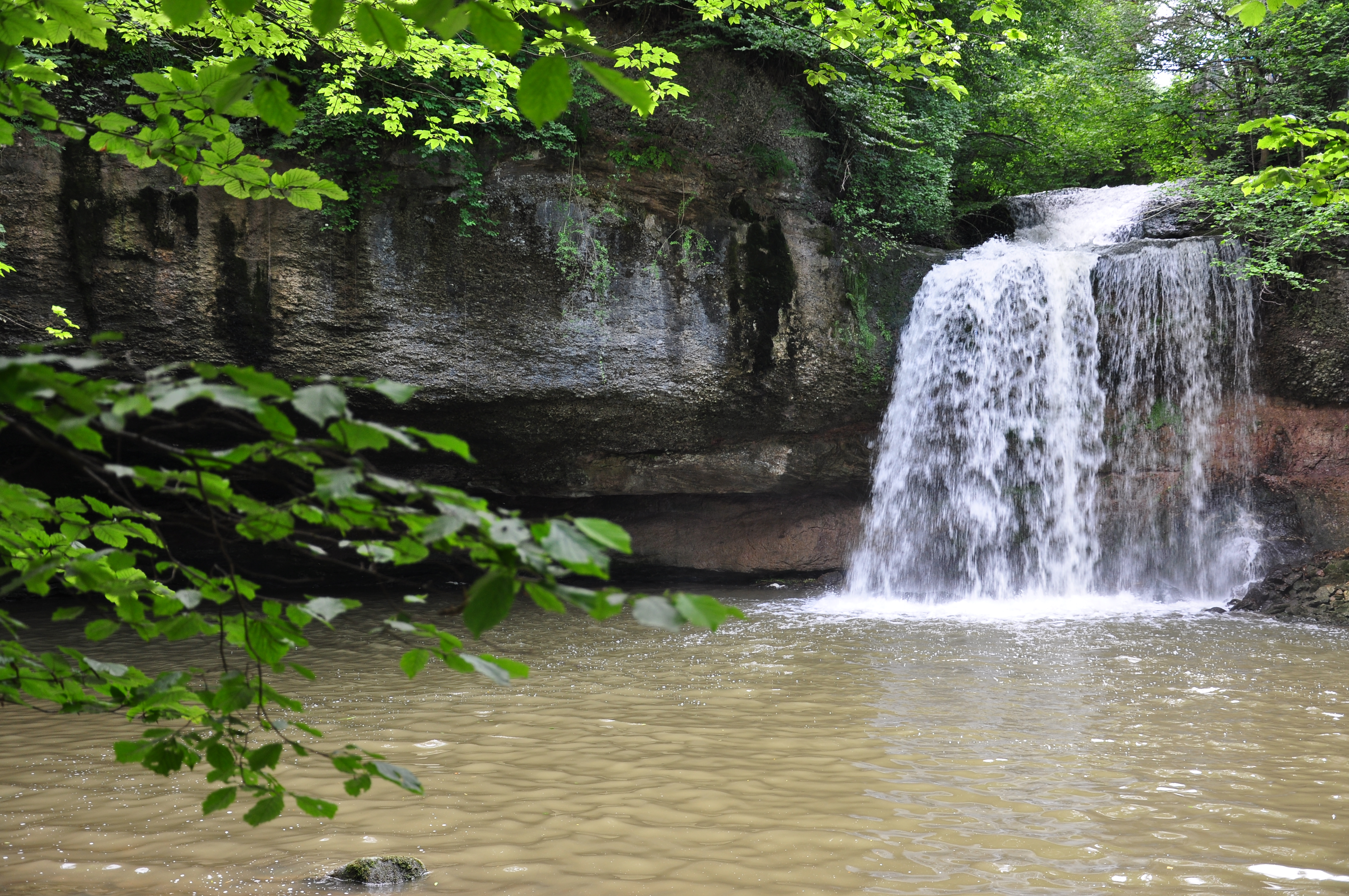
부비콘과 뤼티 사이의 슈바르츠퇴벨리 계곡
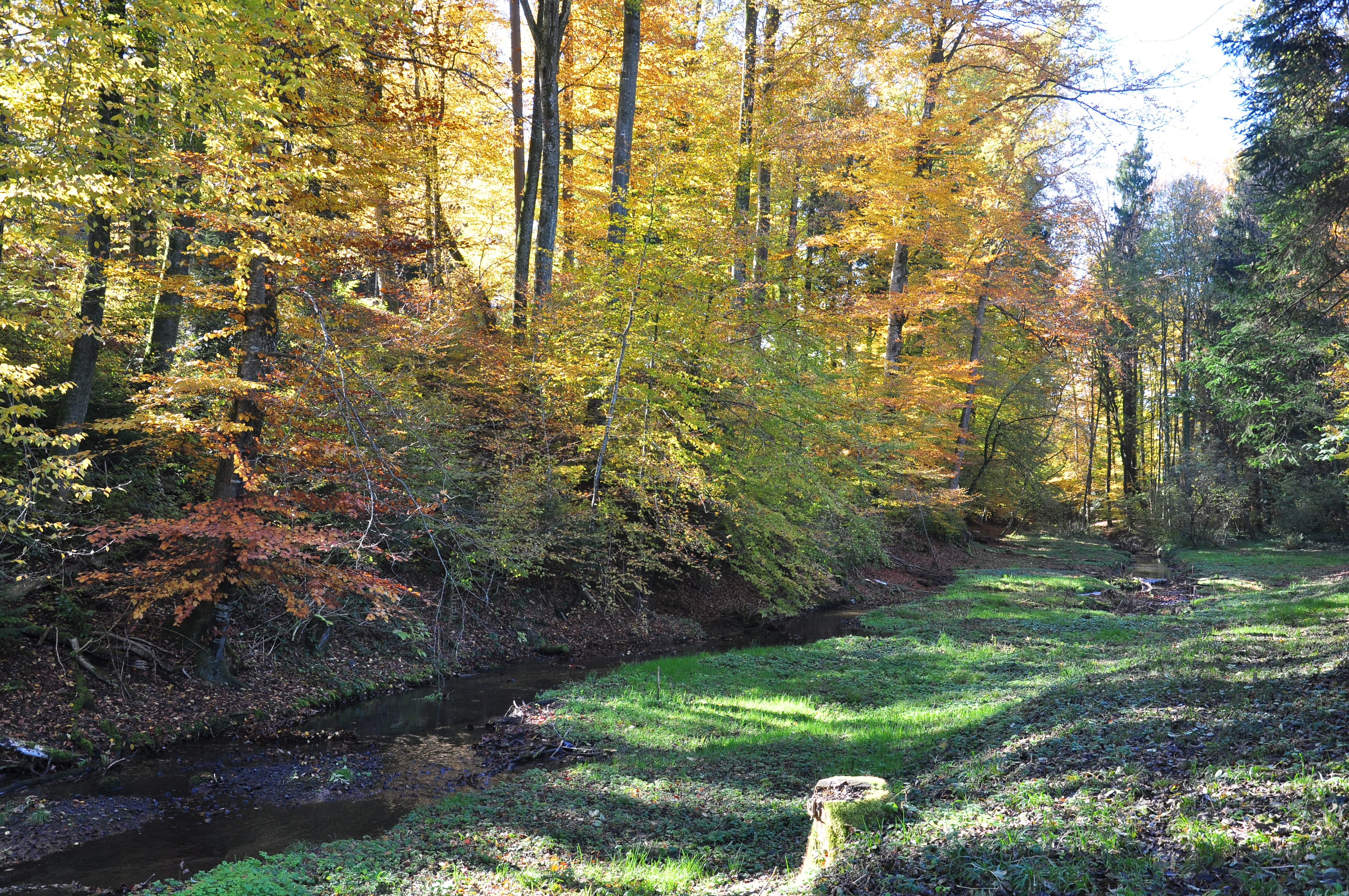
기센바흐 계곡과 시냇물
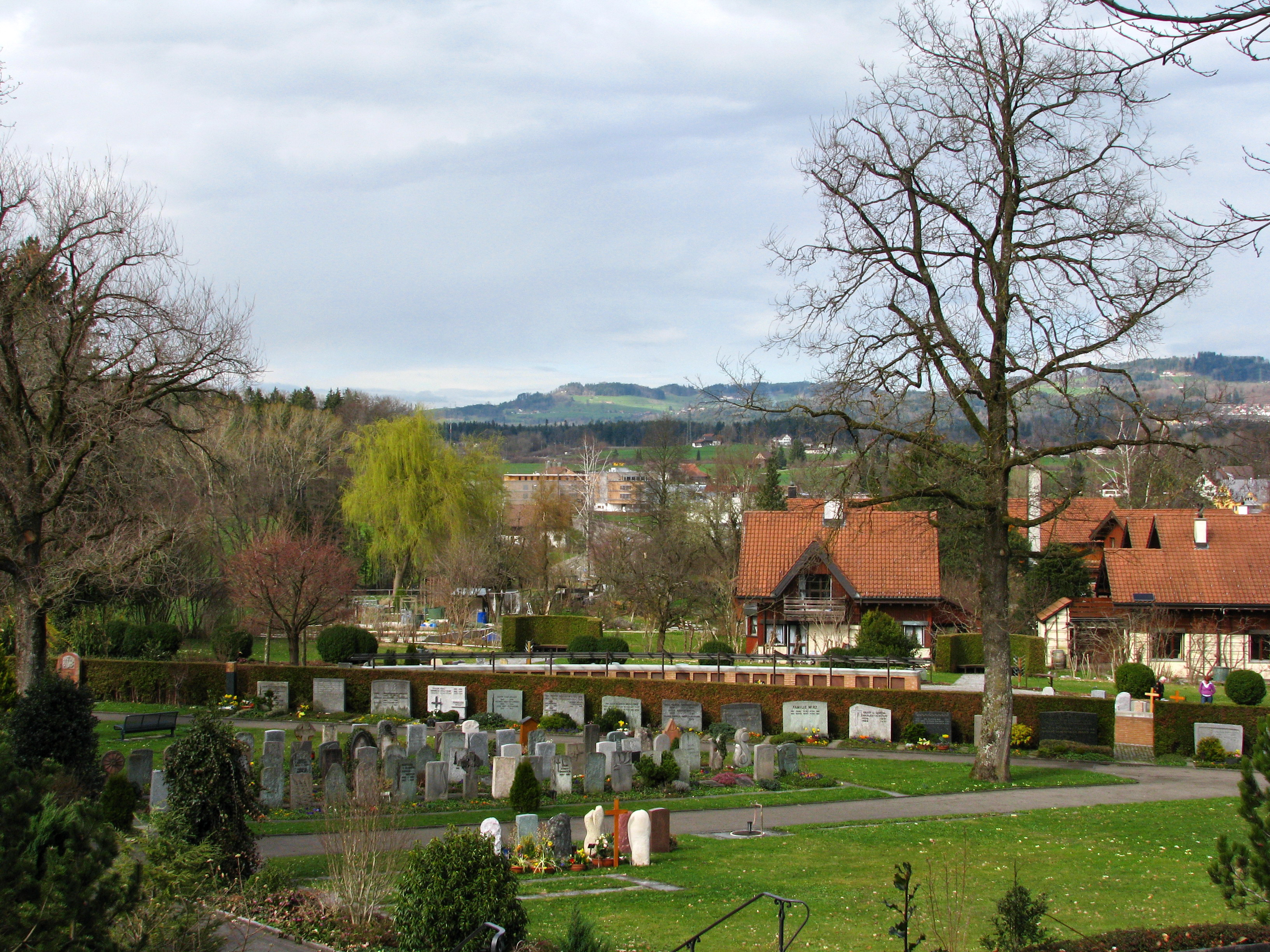
개혁교회 묘지에서 본 부비콘
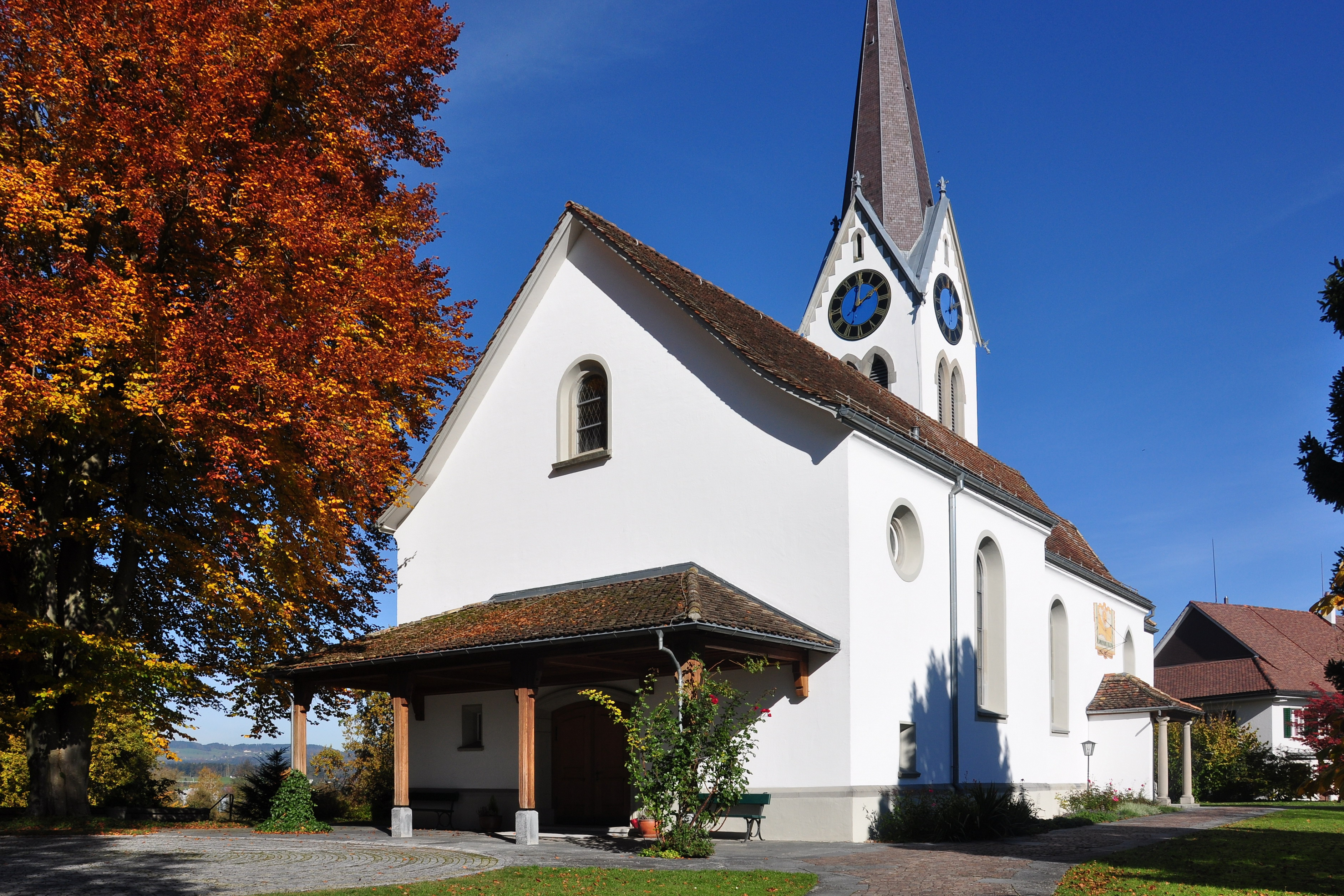
개혁 교회 (1192년경 건립)
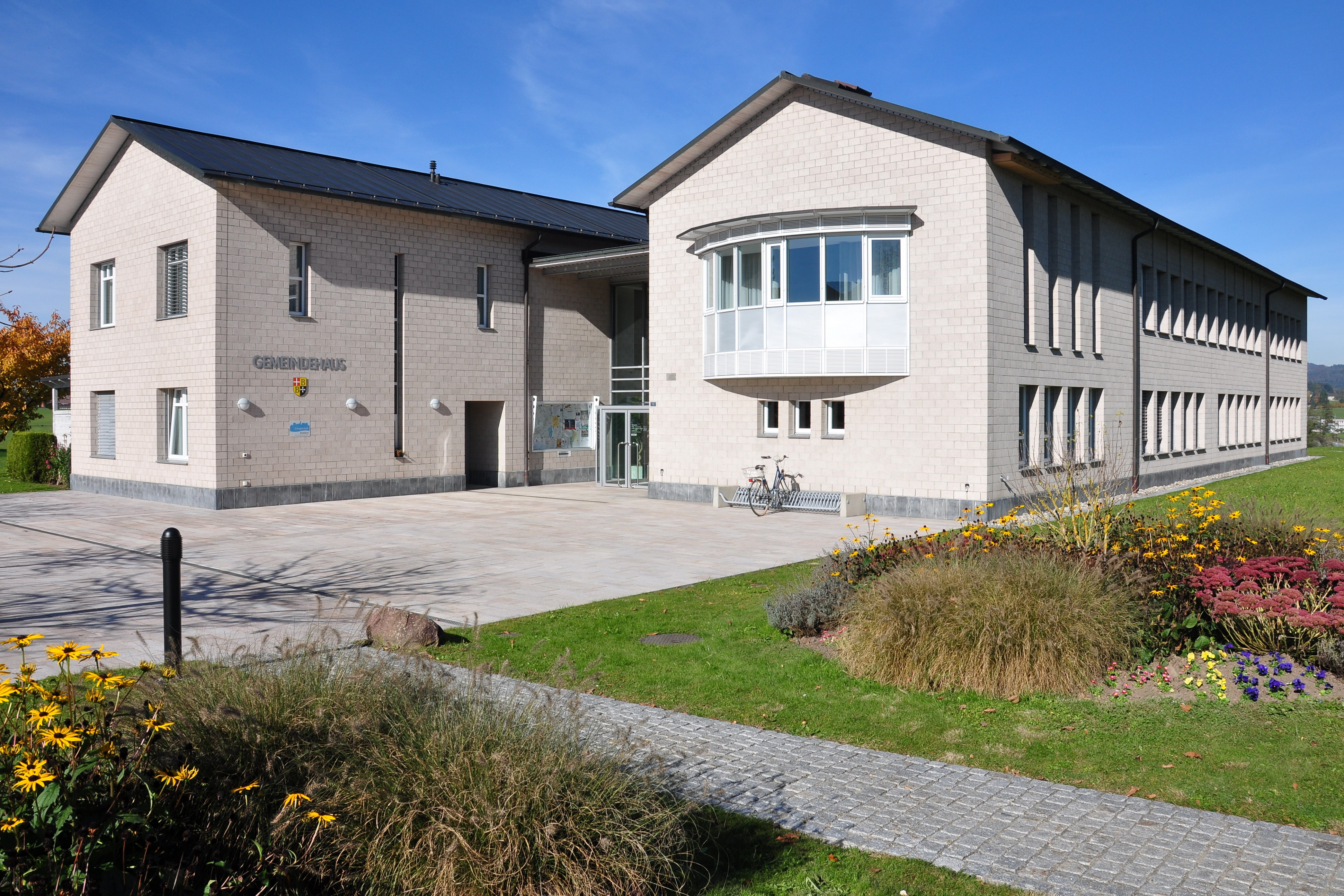
개혁 교회 근처의 마을 회관
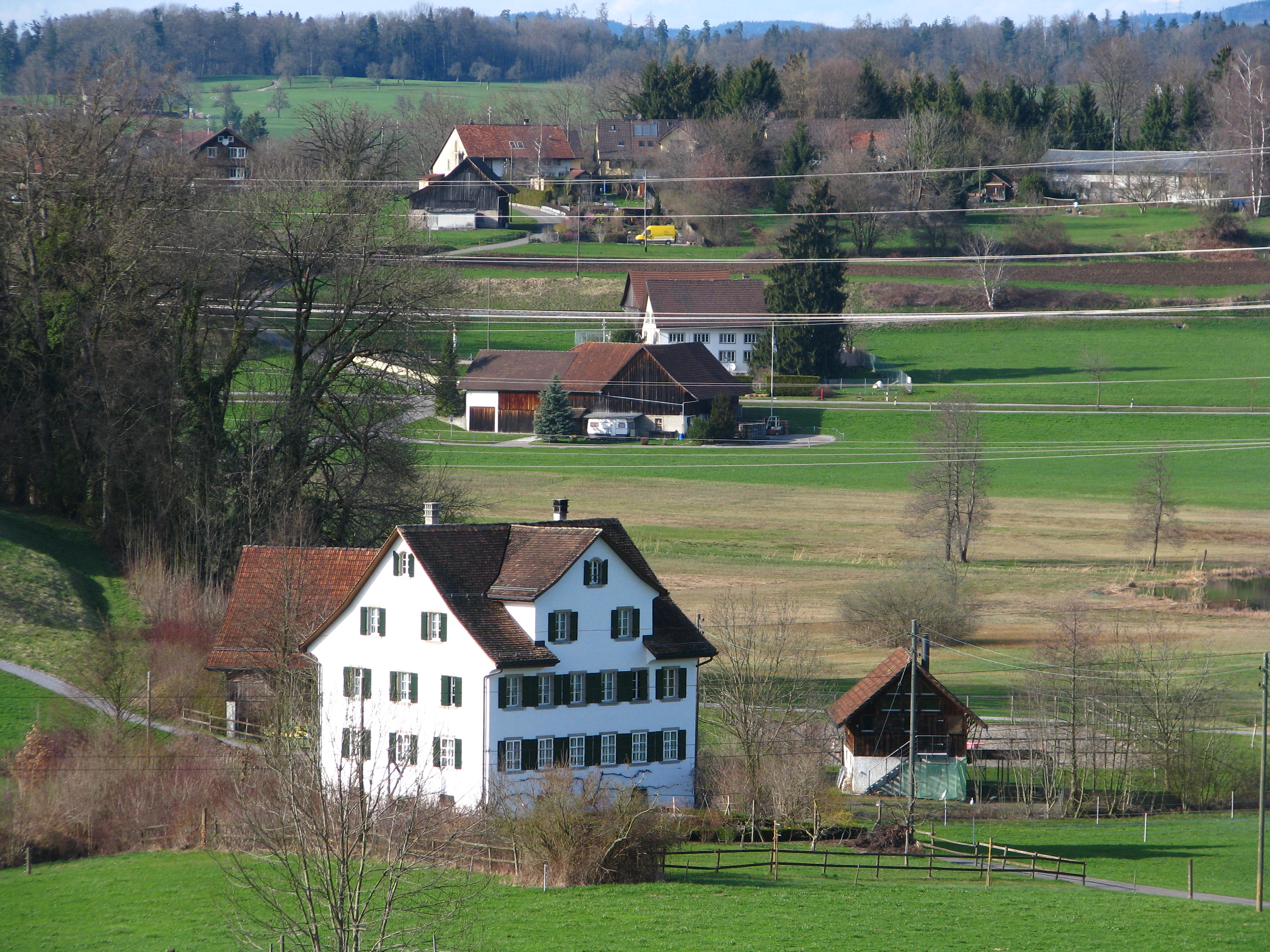
부비콘-볼프하우젠 지역의 전형적인 농장: 농가, 목욕탕, 헛간
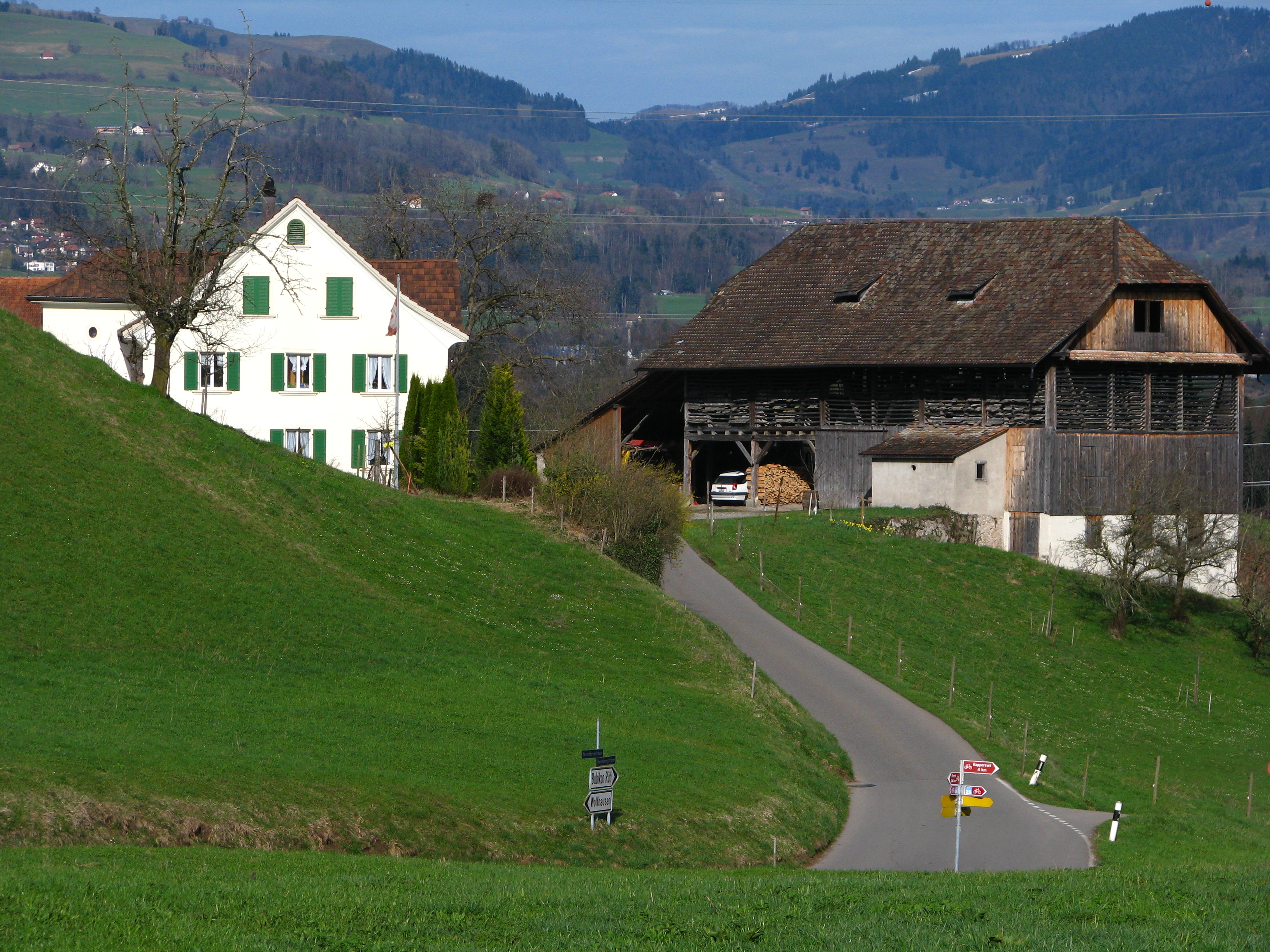
볼프하우젠과 켐프라텐 사이에 있는 작은 마을인 바렌베르크